# Vizoi Vizois
D. Vizoi Vizois (950 -?) foi um fidalgo, Rico-homem e Cavaleiro medieval do Condado Portucalense. No ano de 985 surge a fazer uma confirmação de bens doados ao Convento de São Paio de Antealtares em Santiago de Compostela.

## Relações familiares
Foi filho de D. Ufo Ufes (925 -?) e de Teresa Soares (c. 925 -?) casou com Munia de quem teve:
1. D. Echega Guiçoi (c. 985 -?) casou com Aragunta Gonçalves da Maia.